# White Flags Burning
White Flags Burning ist eine Hardcore-Punk-Band aus Berlin. Gegründet als reine Punkband unter dem Namen „Suspekt“ im Frühjahr 2005, benannte sie sich Anfang 2008 in „White Flags Burning“ um und integriert seitdem immer mehr Hardcore-Einflüsse.

## Geschichte
Wenige Wochen nach der Bandgründung im April 2005 wurde die erste Demo-EP Eistee aufgenommen. Zum Jahreswechsel 2005 / 2006 erschien die zweite Demo-EP mit drei eigenen Kompositionen: Face Your Enemy.
Im Sommer 2007 erschien das erste Album As Punky As You Are, das wie die Demoveröffentlichungen sowohl deutsche als auch englische Songs enthielt.
Um Verwechslungen mit gleichnamigen Bands zu vermeiden, benannte sie sich im Frühjahr 2008 in „White Flags Burning“ um. Zur selben Zeit erschien eine gleichnamige EP mit dem namensstiftenden Lied. Das Lied Freiheit fand sich wenige Zeit später auch auf der CD-Beilage des Taugenix Magazin 5 wieder.
Während auf der Ende 2008 erschienenen Schlachtrufe BRD 9 ein weiterer deutschsprachiger und exklusiver Titel (Ja & Amen) erschien, arbeitet die Band seit dem an ausschließlich englischsprachigem Material mit einem deutlich aggressiveren Sound und Hardcore-Einflüssen.
Im Juli 2009 erschien der zweite Longplayer State of Injustice.

## Diskografie
- 2005: Eistee (Demo-EP)
- 2006: Face Your Enemy (Demo-EP)
- 2007: As Punky As You Are (Album, Selbstveröffentlichung)
- 2008: White Flags Burning (EP, Handmade Overkill)
- 2009: State of Injustice (Album, Handmade Overkill)